# Stazione di Belfast Great Victoria Street
La stazione di Great Victoria Street ( in inglese britannico Great Victoria Street railway station) è una stazione ferroviaria che fornisce servizio a Belfast, contea di Antrim, Irlanda del Nord. Insieme alla stazione di Belfast Central è la più importante fermata ferroviaria dell'intero Ulster ed è una delle quattro del centro della città con City Hospital e Botanic.

## Ubicazione
La stazione si trova, come suggerito dal nome, vicino alla Great Victoria Street, una delle vie commerciali più importanti della città. La posizione è molto più centrale di quella di Belfast Central e la stazione di Great Victoria è molto vicina anche al Crown Liquor Saloon e al teatro dell'opera della città.

## Struttura
La stazione presenta due banchine per quattro binari, una situata in mezzo ai binari 1 e 2, una in mezzo ai binari 3 e 4. I binari 2 e 3 sono gli unici due che proseguono in entrambe le direzioni. La Great Victoria Street è il polo principale del servizio suburbano di Belfast ed è il terminale delle linee per Derry, Larne, Bangor e Newry.

## Treni
Da lunedì a sabato c'è un treno ogni mezzora verso Portadown o Newry in una direzione e verso Bangor nell'altra, con treni aggiuntivi nelle ore di punta. Di sera la frequenza diminuisce a un treno per ora. Di domenica c'è un treno per ogni direzione ogni ora su queste linee, mentre su quella per Larne ce n'è uno ogni due ore. Durante i giorni festivi ci sono 5 treni giornalieri verso Derry per ogni direzione.

## Futuro
Si sta realizzando un quinto binario per fare in modo che la stazione diventi il capolinea dell'Enterprise, servizio intercity Dublino-Belfast.

## Servizi ferroviari
- Intercity Dublino–Belfast (2013)
- Belfast-Newry
- Belfast-Bangor
- Belfast-Derry
- Belfast-Larne

## Servizi
- Biglietteria self-service
- Distribuzione automatica cibi e bevande
- Biglietteria
- Fermata e capolinea autobus urbani
- Capolinea autolinee extraurbane
- Sottopassaggio
- Servizi igienici

## Galleria d'immagini

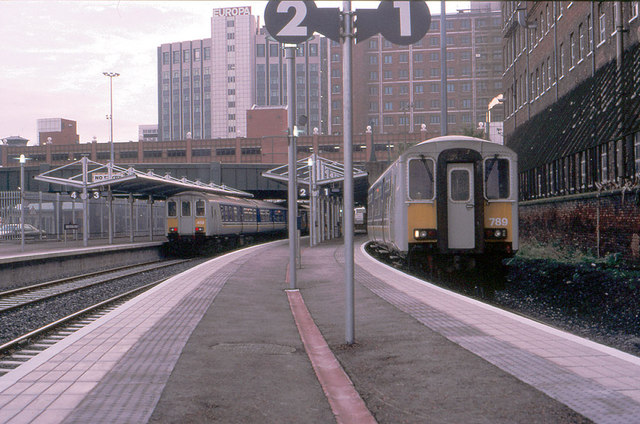
Vista dei binari
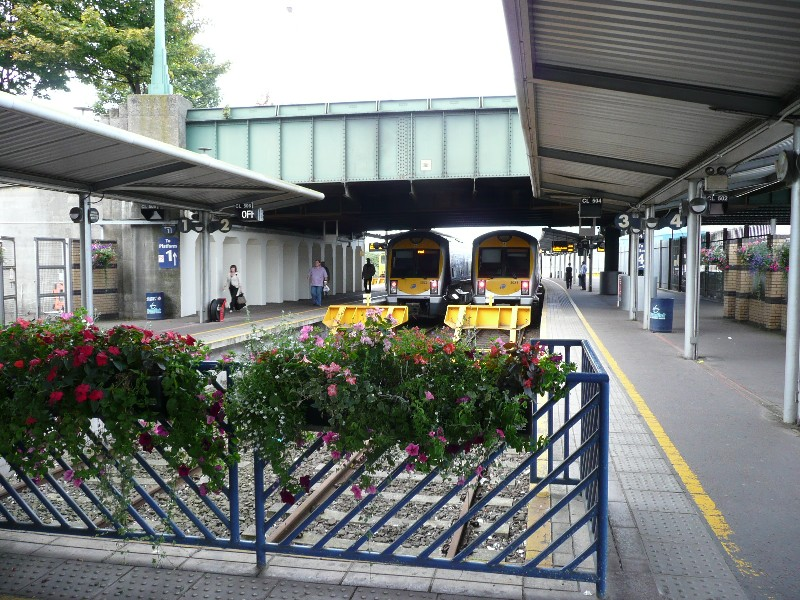
Binari 2 e 3